# قرار مجلس الأمن التابع للأمم المتحدة رقم 1980
قرار مجلس الأمن التابع للأمم المتحدة رقم 1980، المتخذ بالإجماع في 28 أبريل 2011، بعد التذكير بالقرارات السابقة بشأن الوضع في كوت ديفوار (ساحل العاج)، بما في ذلك القرارات 1880 (2009)، 1893 (2009)، 1911 (2010)، 1933 (2010) و1946 (2010) و1962 (2010) و1975 (2011)، مدد المجلس حظر الأسلحة، وحظر تجارة الماس والعقوبات المالية وعقوبات السفر على المسؤولين الإيفواريين حتى 30 أبريل 2012.
ورحب سفير كوت ديفوار لدى الأمم المتحدة بتبني القرار الذي يهدف إلى «إنهاء حالة الحرب التي عانت منها كوت ديفوار على مدى شهور».

## القرار

### أعمال
بموجب الفصل السابع من ميثاق الأمم المتحدة، تم تجديد حظر الأسلحة وحظر تجارة الماس والعقوبات المالية وعقوبات السفر ضد مسؤولين إيفواريين مختارين حتى 30 أبريل 2012. وأشار المجلس إلى أن رفع التدابير كان مشروطا بإجراء الانتخابات وتنفيذ أجزاء مهمة من عملية السلام وحماية حقوق الإنسان واستقرار البلد. ستتم مراجعة التدابير بحلول 31 أكتوبر 2011.
وحث القرار المقاتلين غير الشرعيين على القاء أسلحتهم على الفور والتي ستجمعها قوات حفظ السلام من عملية الأمم المتحدة في كوت ديفوار والحكومة الإيفوارية. كما كان هناك قلق من وجود المرتزقة في كوت ديفوار، ولا سيما من البلدان المجاورة وتم حث كل من كوت ديفوار وليبيريا على معالجة المشكلة.
أخيرًا، مدد مجلس الأمن ولاية فريق خبراء يراقب تنفيذ العقوبات ضد البلاد حتى 30 أبريل / نيسان 2012.